# Аливарди-хан
Аливарди-хан (бенг. আলীবর্দী খান; до 10 мая 1671, Декан — 9 апреля 1756, Муршидабад) — 4-й наваб Бенгалии, Бихара и Ориссы в 1740—1756 годах. Аливарди-хан сверг династию Насири и захватил власть престол наваба Бенгалии. Он также является одним из немногих лидеров эпохи Великих Моголов, известных своей победой во время битвы при Бурдване (1747) против Маратхской империи во время вторжения маратхов в Бенгалию.

## Ранние годы
Отцом Аливарди-хана был Шах Кули-хан Мирза Мухаммад Мадани, а матерью — дочь наваба Акил-хана Афшара. Его имя при рождении было Мирза Мухаммад Али. Он был мусульманином-шиитом. Отец был служащим у шахзаде Азам-шаха, сына могольского императора Аурангзеба. Азам-шах нанял также и его сыновей, но после смерти правителя семья сильно обеднела. Двое сыновей — Мухаммад Али и Мирза Ахмед — сумели устроиться на службу к субадару Ориссы, Шуджа уд-Дину. Когда Шуджа уд-Дин занял пост наваба, возможности для их карьеры увеличились.

## Приход к власти
В 1728 году Шуджа уд-Дин Мухаммад-хан повысил Мухаммада Али до фаудждара Раджмахала, назвав как Аливарди-ханом. В 1733 году он был назначен наиб назимом (помощником субадара) Бихара. Годом позже он получил от Шуджи уд-Дина титулы Шуджи уль-Мулька (Героя страны), Хашима уд-Даулы (Меч государства) и Махабата Джанга (Ужас на войне). При этом Аливарди-хан стремился к большей власти. 10 апреля 1740 года в битве при Гирии он нанёс поражение и убил наследника Шуджи уд-Дина, Сарфараз-хана. Таким образом он взял контроль на Бихаром и Бенгалией. Затем 3 марта 1741 года он нанёс поражение Рустаму Джангу, помощнику правителя Ориссы и родственнику Сарфараз-хана в битве при Пхулварионе. Орисса также перешла под его контроль.

## Правление
После захвата власти в Бенгалии новый наваб Аливарди-хан был утвержден в занимаемой должности императором Великих Моголов Мухаммад-шахом и продолжил завоевательную политику Муршида Кули-хана. Нося титул наваба Бенгалии, Аливарди-хан также использовал титул низама и назначал фаудждаров в различные подконтрольные ему регионы, такие как Патна, Дакка и Орисса.
С 1742 года маратхи неоднократно совершали опустошительные набеги на Бенгалию. Аливарди-хан почти сразу же вырыл вокруг Калькутты длинный ров, называемый Маратхским рвом. Аливарди-хан был хорошим артиллерийским тактиком, но его армия была разгромлена превосходящими большими силами маратхов из Берара под командованием Рагходжи I Бхонсле, маратхского правителя княжества Нагпур.
В 1747 году маратхи во главе с Рагходжи продолжили совершать набеги, грабить и захватывать владения наваба Бенгалии Аливарди-хана. Во время нападения маратхов на Ориссу её субадар (наместник) Мир Джафар полностью отвел свои силы до прибытия Аливарди-хана и армии императора Великих Моголов. В битве при Бурдване в марте 1747 года Аливарди-хан одержал победу над большой маратхской армией под командованием Рагходжи. Аливарди-хан был разгневан поступком Мир Джафара.
В 1751 году оборонявшиеся войска Аливарди-хана были разгромлены маратхами в Ориссе, несмотря на получение некоторой помощи от наваба Ауда Шуджи ад-Даулы. Провинция Орисса была окончательно сдана маратхам могольским императором Ахмад-шахом Бахадуром. Набеги маратхов продолжались до 1751 года, когда был заключен мирный договор между императором Великих Моголов Ахмад-шахом Бахадуром, навабом Бенгалии Аливарди-ханом и Рагходжи.
Аливарди-хан также подавил восстание афганцев, которые пытались захватить Бихар. В течение всех 16 лет своего правления он занимался главным образом вопросами войны, но к концу своего правления обратил внимание на переустройство и восстановление своего княжества.
По мнению некоторых историков, Аливарди-хан, правивший 16 лет, в основном занимался различными войнами против маратхов. Ближе к концу он обратил своё внимание на восстановление и реставрацию Бенгалии.

## Смерть и преемственность
Бенгальский наваб Аливарди-хан скончался от водянки 16 апреля 1756 года в Муршидабаде. Ему наследовал его внук Сирадж-уд-Даула (1733—1757), занявший престол в апреле 1756 года в возрасте 23 лет. Аливарди-хан похоронен в Хушбаге в Муршидабаде.

## Семья
Аливарди-хан был женат на Наваб Бегум Сахибе, дочери Сеида Ахмада Наджафи и сестре Сеида Хусейна Наджафи. У супругов было три дочери:
- Михар ун-ниса Бегум Сахиба (Газити Бегум) (? — июнь 1760), муж — Насир уль-Мульк, Ихтишам уд-Даула, Наваб Навазиш Мухаммад-хан Бахадур, Шахамат Джанг (? — 1755), диван Бенгалии и наиб назим Дакки, сын Хаджи Мирзы Ахмада
- Мунира Бегум Сахиба, муж — Махам уд-Даула, Наваб Сеид Ахмад-хан Бахадур (? — 1756), наиб назим Муршидабад и Ориссы, сын Хаджи Мирзы Ахмада (Хаджи Сахиба)
- Амина Бегум Сахиба (? — ноябрь 1760), муж — Ихтирам уд-Даула, Наваб Зейн уд-Дин Ахмад-хан Бахадур (? — 1748), наиб назим Патны, сын Хаджи Мирзы Ахмада (Хаджи Сахиба). У них было два сына: Мирза Мехди Экрам уд-Даула и Сирадж уд-Даула.